# Poreče

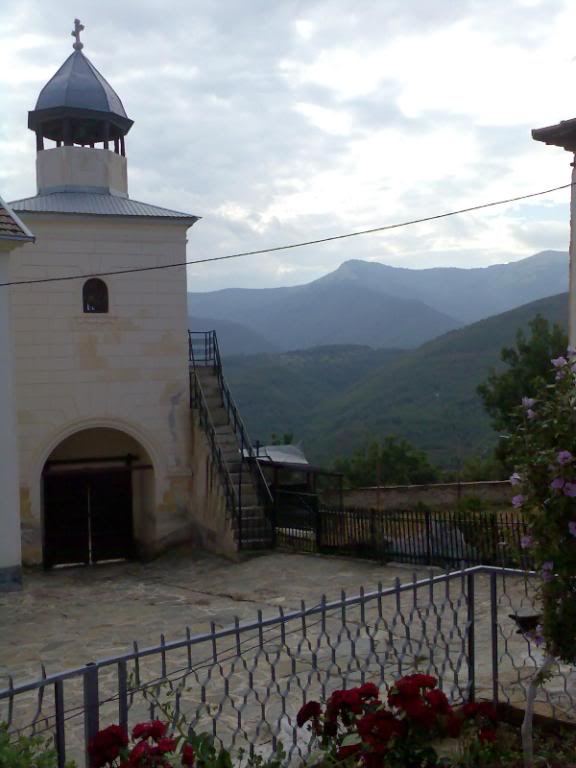
Mariä-Geburt-Kirche im Dorf Dolni Manastirec in der Poreče Region

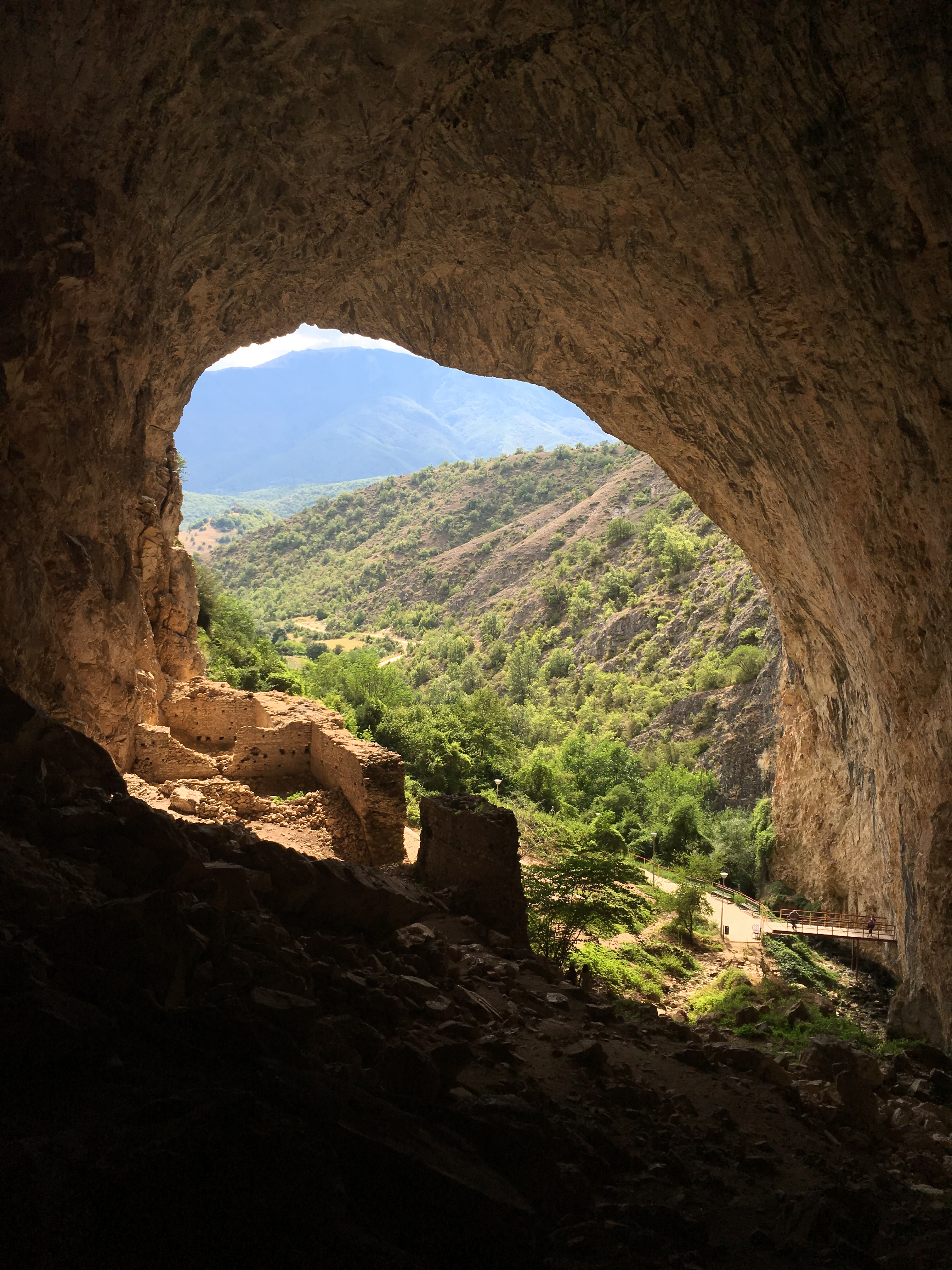
Pešna-Höhle nahe Devič

Poreče, auch Porečie und Porečje, (mazedonisch Порече) ist eine historische Landschaft im Westen Nordmazedoniens. Sie liegt im Tal des Flusses Treska, woher auch der Name der Region stammt (mazedonisch по река po reka, deutsch „entlang des Flusses“). Makedonski Brod bildet das Zentrum und ist zugleich die bevölkerungsreichste Stadt in der Region.

## Geographie
Die Region Poreče umfasst die komplette Gemeinde Makedonski Brod sowie westliche Teile der Gemeinde Prilep. Sie grenzt im Norden an das Skopje-Tal, im Osten an die Azot- und Veles-Region, im Südosten an Pelagonien, im Süden an Kruševo und die Kičevo-Region, die Kopačka-Region im Südwesten und Polog im Nordwesten.
Die Region ist von allen Seiten von Bergen umgeben. Im Norden liegen Suva planina (1189 m), im Westen Suva gora (1857 m), Čelojca (2061 m) und Pasjak (1917 m). Im Süden liegt Buševa (1788 m), wo der Barbarapass die Region Poreče und Pelagonien teilt. Im Osten liegt das Bergmassiv Jakupica mit seinen Bergen Dautica (2074 m) und Karadžica (2217 m). Das Gebiet gliedert sich in Gorno Poreče im südlichen Teil des Treska-Flusstals und Dolno Poreče im nördlichen Teil des Tals.
In Dolno Poreče, auf der linken Seite des Flusses Treska, existieren folgende Dörfer: Ižište, Oreovec, Rusjaci, Trebino, Devič, Grešnica, Slatina, Gorni Manastirec, Dolni Manastirec, Topolnica, Gorno Krušje und Dolno Krušje. Am rechten Ufer von Treska befinden sich die Siedlungen Latovo, Slansko, Drenovo, Lokvica, Krapa, Crešnevo, Modrište, Belica, Suhodol, Dragov Dol und Vir.
In Gorno Poreče, auf der linken Seite des Flusses Treska, existieren die Dörfer Samokov, Zrkle, Zvečan, Tomino Selo, Sušica, Lupšte, Kovač, Benče, Inče, Mogilec, Gorno Botušје und Dolno Botušje, Bitovo, Zagrad, Rasteš, Brest, Kosovo, Trebovlje, Zdunje, Ramne und auf der rechten Seite Taževo und Pusta Breznica.

## Geschichte
In der Antike wurde die Umgebung von den Römern bewohnt. Bei der Ortschaft Krapa nordöstlich der Stadt Makedonski Brod wurde ein römischer Grabstein gefunden. Später wanderte der slawische Stamm der Berziten ein. In der Nähe des Dorfes Devič im Norden wurden Ruinen vieler Gebäude gefunden, woraus zu schließen ist, dass dort eine Siedlung existierte, die für die ganze Region als Zentrum fungierte. Nicht weit von diesen Ruinen entfernt liegt die Pešna-Höhle, welche im Inneren bis zu 30 Meter hoch ist und zu einem bis zu 10 Kilometer langen Höhlensystem gehört.
Im 11. Jahrhundert war das ganze Gebiet Teil des letzten Zaren des ersten bulgarischen Reiches Samuil.
1282 wurde die Region vom serbischen König Stefan Uroš II. Milutin erobert.
1445 fand in der Region die Schlacht von Mokra zwischen Skanderbegs Armeen und dem osmanischen Heer statt, die mit dem Sieg der Liga von Lezha endete.
Bis auf wenige Dörfer in Poreče bekannte sich der Großteil der Bevölkerung in der Vergangenheit zum Serbentum. Während des Makedonischen Kampfes zwischen 1904 und 1908 war Poreče Zufluchts- und Rückzugsort vieler serbische Tschetniks in Makedonien. In diesen Jahren kam es zu zahlreichen Scharmützeln zwischen serbischen Tschetniks unter der Führung von Micko Krstić, Jovan Babunski etc. auf der einen sowie bulgarischen Tschetas der IMARO auf der anderen Seite.
Im Zuge des Ersten Weltkriegs kam die Region unter die Herrschaft des Königreichs Bulgarien. Unter der Führung von Oberst Konstantin Panow kam es zu Racheaktionen bulgarischer Militärs in der Poreče Region. So wurde bei einer Strafexpedition bulgarischer Streitkräfte am 6. Januar 1916 das Massaker von Derviška Niva begangen, bei dem 103 Bewohner erschossen worden sind. Das Massaker richtete sich gegen die serbische Intelligenz der Region, unter ihnen meist angesehene Leute, Priester, Lehrer, Bürgermeister, Komiteevorsitzende, Wojwoden und Tschetniks, die das Serbentum in der Region verkörperten. Etwa 205 Personen wurden verhaftet und nach Prilep gebracht. Laut dem Dorfpriester Marko Trpkoski († 2016) war das hundertdritte Opfer des Massakers ein bulgarischer Soldat, welcher sich weigerte bei der Strafexpedition teilzunehmen.